# Relații cu publicul
Activitatea de relații cu publicul se desfășoară în cadrul Ghișeului de relații cu publicul, parte a Oficiului de relații cu publicul.
Baza legală constă, între altele, în Legea nr. 233 din 23.04.2002 pentru aprobarea Ordonanței Guvernului nr. 27 din 30.01.2002 privind reglementarea activității de soluționare a petițiilor; 

## Atribuții specifice
În domeniul primirii în audiență
- înregistrează și prezintă cererile de primire în audiență;
- anunță persoanele planificate, cu privire la data și ora când sunt primite în audiență;
- asigură însoțirea persoanelor primite la raport sau în audiență pe timpul accesului în instituție;
- asigură transmiterea rezoluțiilor înscrise pe documentele analizate și măsurile stabilite pe timpul discuțiilor purtate cu petiționarii la structurile și persoanele nominalizate pentru îndeplinirea activității;

Atribuțiile diferă în funcție de serviciul prestat.

## Tactică
Profesioniștii din domeniul relațiilor publice prezintă chipul unei organizații sau al unui individ, de obicei, pentru a-și articula obiectivele și opiniile oficiale cu privire la aspecte relevante, în primul rând pentru mass-media. Relațiile publice contribuie la modul în care o organizație este percepută prin influențarea mass-media și menținerea relațiilor cu părțile interesate. Potrivit dr. Jacquie L'Etang de la Universitatea Queen Margaret, profesioniștii din domeniul relațiilor publice pot fi considerați "lucrători de discurs specializați în comunicare și prezentarea argumentelor și folosirea strategiilor retorice pentru atingerea scopurilor manageriale".
Discipline specifice de relații publice includ:
- Relații publice financiare - comunicarea rezultatelor financiare și a strategiei de afaceri
- Relațiile publice cu relația cu clienții/publicul - câștigarea publicității pentru un anumit produs sau serviciu
- Comunicarea privind criza - răspunzând într-o criză
- Comunicări interne - comunicarea în cadrul companiei în sine
- Relațiile guvernamentale - implicarea departamentelor guvernamentale în influențarea politicii publice
- Relațiile cu mass-media - o funcție de relații publice care implică construirea și menținerea unor relații strânse cu mass-media, astfel încât să poată vinde și promova o afacere.
- Social Media/Marketing comunitar - în climatul de astăzi, profesioniștii din domeniul relațiilor publice folosesc marketingul social media pentru a distribui mesaje despre clienții lor pe piețele țintă dorite
- Relații publice interne - un profesionist în relații publice angajat să gestioneze campaniile de presă și de publicitate pentru compania care le-a angajat.

Construirea și gestionarea relațiilor cu cei care influențează o organizație sau publicul unui individ are un rol central în relațiile publice. După ce un practician de relații publice a lucrat în domeniu, acumula o listă de relații care devin un avantaj, în special pentru cei din relațiile cu mass-media.

### Urmărirea publicului
O tehnică fundamentală utilizată în relațiile publice este de a identifica publicul țintă și de a adapta mesajele astfel încât să fie relevante pentru fiecare public. Uneori, interesele diferitelor segmente de public și ale părților interesate comune unui efort de relații publice necesită crearea unor mesaje distincte, dar complementare. Cu toate acestea, aceste mesaje ar trebui să fie relevante unul pentru celălalt, creând astfel o coerență cu mesajul și tema globală. Tactica de orientare a publicului este importantă pentru practicienii de relații publice, deoarece se confruntă cu tot felul de probleme: vizibilitate redusă, lipsă de înțelegere publică, opoziție din partea criticilor și sprijin insuficient din surse de finanțare.
Pe de altă parte, teoria părților interesate identifică persoanele care au o participație la o anumită instituție sau problemă. Toate audiențele sunt părți interesate (sau părțile interesate prezumtive), dar nu toate părțile interesate sunt public. De exemplu, în cazul în care o organizație de caritate comandă unei agenții de relații publice să creeze o campanie de publicitate pentru a strânge bani pentru a găsi un remediu pentru o boală, organizația caritabilă și persoanele cu această boală sunt părți interesate, dar publicul este oricine este probabil să doneze bani. Experții în relațiile publice posedă abilități profunde în relațiile cu mass-media, poziționarea pe piață și branding-ul. Sunt agenți puternici care îi ajută pe clienți să furnizeze informații clare și lipsite de ambiguitate unui public țintă care le contează.

### Schimb de mesaje
Mesageria este procesul de a crea o poveste consistentă în jurul: un produs, persoană, companie sau serviciu. Mesageria își propune să evite ca cititorii să primească informații contradictorii sau confuze care să insufle îndoieli în alegerile lor de cumpărare sau alte decizii care afectează compania. Mărcile urmăresc să aibă aceeași declarație de problemă, punct de vedere al industriei sau percepția mărcii împărțită între surse și media.

### Tipuri de arii de relații publice
Publiciștii pot lucra într-o multitudine de diferite tipuri verticale de afaceri, cum ar fi divertisment, tehnologie, muzică, călătorii, televiziune, produse alimentare, electronice de consum și multe altele. Mulți publiciști își construiesc cariera într-un spațiu de afaceri specific pentru a susține relațiile și contactele. Există diferite tipuri de strategii de presă, cum ar fi B2B (business to business) sau B2C (business to consumer). Publicitatea business to business evidențiază furnizorii de servicii care furnizează servicii și produse altor companii. Business to consumer publicizează produse și servicii destinate consumatorilor obișnuiți, precum jucării, călătorii, alimente, divertisment, electronice personale și muzică.